# 耧斗菜叶绣线菊
耧斗菜叶绣线菊（学名：Spiraea aquilegiifolia）为蔷薇科绣线菊属下的一个种。

## 扩展阅读
- 維基物種上的相關：耧斗菜叶绣线菊